# NGC 444

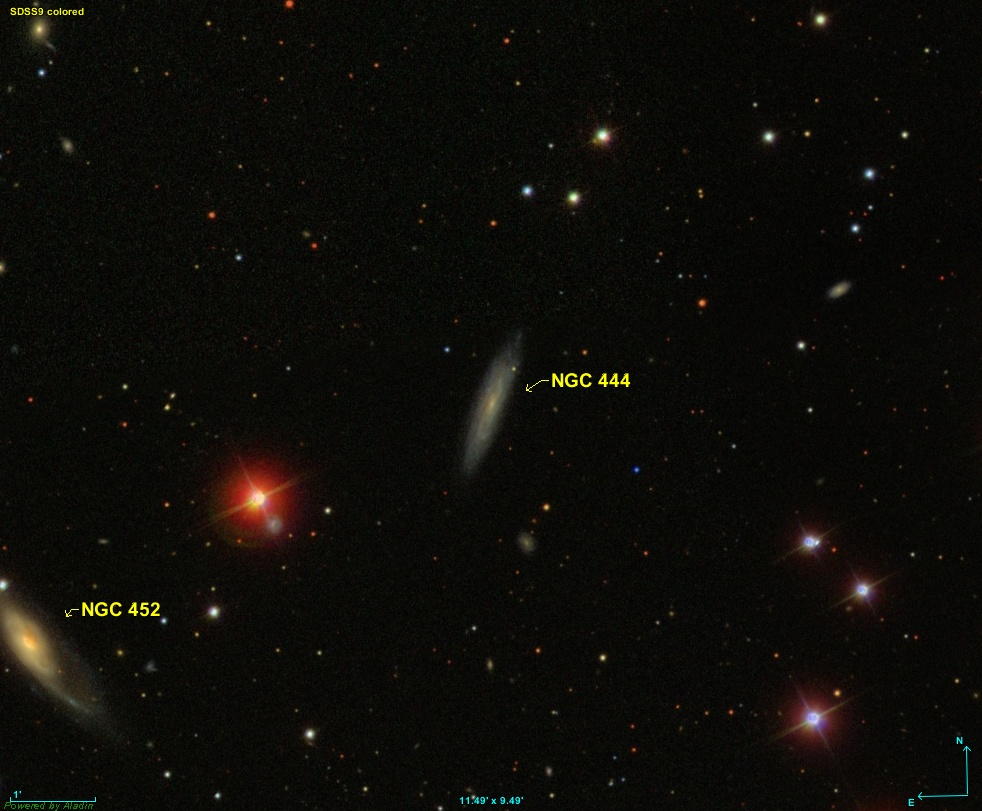
Hình ảnh được chụp bởi SDSS.

NGC 444 là một thiên hà xoắn ốc thuộc loại Sd nằm trong chòm sao Song Ngư. Nó được phát hiện lần đầu tiên vào ngày 26 tháng 10 năm 1854 bởi RJ Mitchell (và sau đó được liệt kê là NGC 444), và cũng được phát hiện vào ngày 17 tháng 10 năm 1903 bởi Stéphane Javelle (và sau đó được liệt kê là IC 1658). Nó được Dreyer mô tả là "rất mờ nhạt, mở rộng 135 °, phần giữa sáng hơn một chút".